# Глейшер-В'ю (Аляска)
Глейшер-В'ю (англ. Glacier View) — переписна місцевість (CDP) в США, в окрузі Матануска-Сусітна штату Аляска. Населення — 375 осіб (2020).

## Географія
Глейшер-В'ю розташований за координатами 61°50′53″ пн. ш. 147°46′21″ зх. д. / 61.84806° пн. ш. 147.77250° зх. д. (61.848187, -147.772520).  За даними Бюро перепису населення США в 2010 році переписна місцевість мала площу 606,90 км², з яких 601,17 км² — суходіл та 5,73 км² — водойми.

## Демографія
Згідно з переписом 2010 року, у переписній місцевості мешкали 234 особи в 99 домогосподарствах у складі 69 родин. Густота населення становила 0 осіб/км².  Було 254 помешкання (0/км²).
Расовий склад населення:
| - 94,0 % — білих - 0,9 % — корінних американців - 0,4 % — азіатів |

До двох чи більше рас належало 4,7 %. Частка іспаномовних становила 3,0 % від усіх жителів.
За віковим діапазоном населення розподілялося таким чином: 21,8 % — особи молодші 18 років, 63,2 % — особи у віці 18—64 років, 15,0 % — особи у віці 65 років та старші. Медіана віку мешканця становила 49,2 року. На 100 осіб жіночої статі у переписній місцевості припадало 110,8 чоловіків;  на 100 жінок у віці від 18 років та старших — 98,9 чоловіків також старших 18 років.
Середній дохід на одне домашнє господарство  становив 65 390 доларів США (медіана — 43 000), а середній дохід на одну сім'ю — 74 051 долар (медіана — 46 250). За межею бідності перебувало 9,2 % осіб, у тому числі 30,0 % дітей у віці до 18 років та 0,0 % осіб у віці 65 років та старших.
Цивільне працевлаштоване населення становило 92 особи. Основні галузі зайнятості: мистецтво, розваги та відпочинок — 33,7 %, будівництво — 32,6 %, сільське господарство, лісництво, риболовля — 12,0 %, роздрібна торгівля — 9,8 %.